# Gianni Leoni

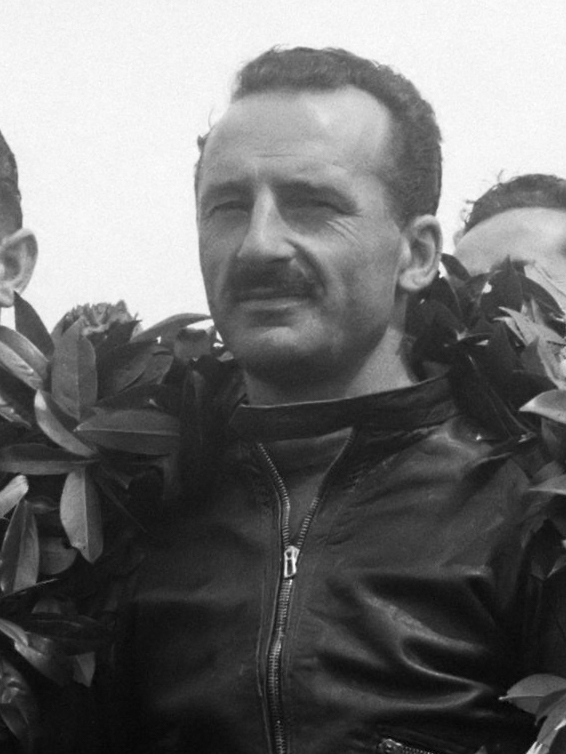
Gianni Leoni (1951)

Gianni Leoni (Como, 1 maart 1915 - Belfast, 15 augustus 1951) was een Italiaans motorcoureur.

## Carrière
Gianni Leoni debuteerde in het wereldkampioenschap wegrace tijdens de laatste wedstrijd van het seizoen 1949. Dat was de Grand Prix des Nations die op het circuit van Monza werd gehouden. Hij startte in de 125- en de 250-klasse en won met een Mondial meteen zijn debuutwedstrijd in de 125 cc. In de 250cc werd hij met een Moto Guzzi tweede achter Dario Ambrosini met een Benelli. In 1950 werd hij in de 125cc klasse tweede in Assen en opnieuw eerste in Monza, waardoor hij in het wereldkampioenschap tweede werd achter zijn teamgenoot Bruno Ruffo. In 1951 startte hij het seizoen weer met een 125cc Mondial en een 250cc Moto Guzzi. In de Grand Prix van Zwitserland werd hij met de Moto Guzzi derde. De 125cc klasse startte daar niet. De tweede race was de TT van Man, maar Moto Guzzi vertrouwde op de 60 km lange Mountain Course liever op Britse rijders die het circuit beter kenden en behalve Enrico Lorenzetti vaardigde het geen enkele Italiaan af naar de 250cc-Lightweight TT. Mondial zette in de 125cc-Ultra-Lightweight TT vier rijders in, die met grote voorsprong op nummer vijf de eerste vier plaatsen bezetten: Cromie McCandless, Carlo Ubbiali, Gianni Leoni en Nello Pagani. Ook in Frankrijk reed de 125cc-klasse niet, maar Leoni werd er in de 250cc klasse weer tweede achter Ruffo.

## Overlijden
Het jaar 1951 was op sportief gebied goed voor de Italianen, maar ze werden ook zwaar getroffen door veel dodelijke ongevallen. Al op 17 april verongelukte Renato Magi bij een recordpoging op de autoweg Rome-Ostia. Op 6 mei verongelukten Guido Leoni en Raffaele Alberti. Guido Leoni had een maand tevoren nog de Grand Prix van Spanje gewonnen en eindigde postuum als vijfde in het 125cc-kampioenschap. Alberti werd postuum tiende. Op 14 juli overleed de 250cc wereldkampioen Dario Ambrosini, van wie de grote Omobono Tenni had gezegd dat hij zijn opvolger zou worden. Ambrosini kreeg een ongeluk tijdens de trainingen voor de Franse Grand Prix en stierf in de armen van Gianni Leoni. Op exact dezelfde dag verongelukte de snelle privérijder Claudio Mastellari op het circuit van Schotten in Duitsland. Op 15 augustus gebeurde er een werkelijk bizar ongeluk bij de trainingen van de Ulster Grand Prix. Die werd nog op het Clady Circuit gereden. Dat was een stratencircuit en tijdens de trainingen stonden de wegen nog open voor het verkeer. Daarom was het niet mogelijk op volle snelheid te rijden, want er was ook nog ander verkeer op de weg. Enrico Lorenzetti was getuige van het ongeluk en raakte zelf licht gewond toen hij op de ravage inreed. Samen met Sante Geminiani en Gianni Leoni had hij een rustige ronde gereden en toen hij en Geminiani stopten om iets aan de afstelling van een van de motorfietsen te veranderen (of om van motorfiets te ruilen) had Leoni dat niet gemerkt. Lorenzetti en Geminiani reden weer verder, maar kwamen in een bocht Leoni tegen, die gemerkt had dat hij alleen was. Leoni week naar links uit, zoals het bij het linkse verkeer in Ulster hoorde, maar Geminiani vergat waarschijnlijk in de haast dat hij niet in Italië was en reed met volle snelheid tegen Leoni aan. Geminiani werd ongeveer 40 meter door de lucht geslingerd en was op slag dood. Leoni stond zelfs nog op, maar verloor daarna het bewustzijn en overleed nog op dezelfde dag in het ziekenhuis van Belfast.
Het team van Moto Guzzi trok zich ondanks het verlies van twee fabriekscoureurs niet terug en op 16 augustus won Bruno Ruffo de 250cc klasse.
Gianni Leoni liet een vrouw en een dochter na en werd postuum vijfde in het wereldkampioenschap 250 cc en tweede in het wereldkampioenschap 125 cc.

## Wereldkampioenschap wegrace resultaten
(Races in cursief geven de snelste ronde aan)
| Jaar | Klasse | Team       | Motorfiets    | 1     | 2     | 3     | 4     | 5       | 6     | 7       | 8     | Punten | Plaats | Overwinningen |
| ---- | ------ | ---------- | ------------- | ----- | ----- | ----- | ----- | ------- | ----- | ------- | ----- | ------ | ------ | ------------- |
| 1949 | 125 cc | Mondial    | 125 Bialbero  |       | ZWI - | NED - |       |         | NAT 1 |         |       | 11     | 5e     | 1             |
| 1949 | 250 cc | Moto Guzzi | Albatros      | IOM - | ZWI - |       |       | ULS -   | NAT 2 |         |       | 8      | 8e     | 0             |
| 1950 | 125 cc | Mondial    | 125 Bialbero  |       |       | NED 2 |       | ULS DNF | NAT 1 |         |       | 14     | 2e     | 1             |
| 1951 | 125 cc | Mondial    | 125 Bialbero  | SPA - |       | IOM 3 | NED 1 |         | ULS - | NAT -   |       | 12     | 3e     | 1             |
| 1951 | 250 cc | Moto Guzzi | Gambalunghino |       | ZWI 3 | IOM - |       |         | FRA 2 | ULS (†) | NAT - | 10     | 5e     | 0             |